# موريو كازاما
موريو كازاما (باليابانية: 風間杜夫؛ بالكانا: かざま もりお) هو مؤدي صوت وممثل ياباني، ولد في 26 أبريل 1949 في سيتاغايا في اليابان.

## أعمال

### أفلام
- (2013) مهب الريح[5][6]

## وصلات خارجية
- موريو كازاما على موقع IMDb (الإنجليزية)
- موريو كازاما على موقع ميوزك برينز (الإنجليزية)
- موريو كازاما على موقع قاعدة بيانات الفيلم (الإنجليزية)